# Hội chứng teo cơ nửa mặt
Hội chứng teo cơ nửa mặt, có tên khoa học là hội chứng Parry – Romberg, là một bệnh hiếm, đặc trưng bởi sự co rút và thoái hóa các mô dưới da, thường chỉ xảy ra ở một bên mặt (teo màng não) nhưng đôi khi ảnh hưởng đến các bộ phận khác của cơ thể. Nguyên nhân của hội chứng này có thể do cơ chế tự miễn dịch, và hội chứng có thể là một biến thể của bệnh xơ cứng bì cục bộ, nhưng nguyên nhân chính xác và các rối loạn xảy ra ở hội chứng teo cơ nửa mặt vẫn chưa được biết đến. Trong một số báo cáo, hội chứng này được cho là một kết quả của việc cắt bỏ hệ thần kinh giao cảm. Hội chứng có tỷ lệ mắc bệnh cao hơn ở phụ nữ và thường xuất hiện ở độ tuổi từ 5 - 15 tuổi.
Ngoài các bệnh về mô liên kết, tình trạng này đôi khi kèm theo các triệu chứng về thần kinh, mắt và miệng.

## Biểu hiện và triệu chứng

### Thần kinh
Các bất thường về thần kinh là một triệu chứng phổ biến của hội chứng teo cơ nửa mặt. Khoảng 45% người mắc hội chứng teo cơ nửa mặt bị đau đau dây thần kinh số V và/hoặc đau nửa đầu (đau đầu dữ dội) có thể kèm theo các bất thường về thị giác, buồn nôn và nôn mửa. Ngoài ra, 10% các bệnh nhân mặc hội chứng này phải chịu đựng các rối loạn co giật. Các cơn động kinh thường xảy ra ở bên trái của khuôn mặt của người mắc hội chứng này. Một nửa trong số những trường hợp mắc hội chứng này có liên quan đến những triệu chứng bất thường trong cả chất xám và trắng của não.

### Mắt
Enophthalmos (tăng bọng mắt) là bất thường về mắt thường thấy nhất do hội chứng teo cơ nửa mặt gây ra. Nguyên nhân là do mất mô dưới da quanh mắt và bị phù nề. Các phát hiện phổ biến khác bao gồm rủ mí mắt (ptosis), co thắt đồng tử (miosis), đỏ kết mạc và giảm tiết mồ hôi (anhidrosis) ở mặt. Các bất thường về mắt khác bao gồm ophthalmoplegia (tê liệt một hoặc nhiều cơ ngoài).

### Các mô của miệng
Các mô của miệng, bao gồm lưỡi, nướu răng, răng và vòm miệng thường bị ảnh hưởng bởi hội chứng teo cơ nửa mặt. 50% các bệnh nhân mắc hội chứng này phát triển các bất thường về răng như mọc răng muộn. 35% gặp khó khăn hoặc không có khả năng mở miệng bình thường hoặc mắc phải các triệu chứng liên quan đến hàm. 25% bệnh nhân bị teo cơ một bên của môi trên và lưỡi.

## Chẩn đoán
Chẩn đoán hội chứng teo cơ nửa mặt có thể được thực hiện chỉ dựa trên các cơ sở về tiền sử bị bệnh và khám sức khỏe ở những người có khuôn mặt không đối xứng. Đối với những người có xuất hiện các triệu chứng liên quan đến thần kinh như đau nửa đầu hoặc co giật, thì sẽ được chụp MRI não. Xét nghiệm máu cũng được cho là một cách để chẩn đoán hội chứng teo cơ nửa mặt.

## Chữa trị

### Y tế
Điều trị y tế có thể liên quan đến các thuốc ức chế miễn dịch như methotrexate, corticosteroids, cyclophosphamide và azathioprine. Chưa có thử nghiệm đối chứng ngẫu nhiên nào được tiến hành để đánh giá các phương pháp điều trị như vậy, vì thế cách trị liệu này không biết có đem lại hiệu quả cho người mắc phải hội chứng hay không.

### Phẫu thuật
Những người mắc hội chứng teo cơ nửa mặt có thể có chuyển biến tốt hơn nhờ vào việc chuyển chất béo tự động hoặc ghép mỡ để khôi phục đường nét bình thường của khuôn mặt. Các biến dạng nặng có thể yêu cầu các thủ tục bổ sung, chẳng hạn như ghép sụn, ghép xương, phẫu thuật chỉnh hàm,.... Khoảng thời gian nào hợp lý để can thiệp phẫu thuật đang nhiều gây tranh cãi; một số bác sĩ phẫu thuật muốn chờ đợi cho đến khi bệnh nhân đã xuất hiện các triệu chứng cụ thể của hội chứng  trong khi những người khác khuyên rằng nên can thiệp sớm hơn.

## Dịch tễ học
Hội chứng teo cơ nửa mặt xuất hiện ngẫu nhiên và không rõ lý do. Tỷ lệ mắc hội chứng này cao hơn ở nữ so với nam, với tỷ lệ khoảng 3: 2. Hội chứng này thường xảy ra ở phía bên trái của khuôn mặt hơn là ở bên phải.

## Lịch sử
Căn bệnh này được mô tả lần đầu tiên vào năm 1825 bởi Caleb Hillier Parry (1755–1822), trong một bộ sưu tập các tác phẩm y khoa của ông được Charles Henry Parry (1779-1860) xuất bản sau khi chết. Nó được mô tả lần thứ hai vào năm 1846 bởi Moritz Heinrich Romberg (1795–1873) và Eduard Heinrich Henoch (1820–1910). Nhà thần kinh học người Đức Albert Eulenburg (1840–1917) là người đầu tiên sử dụng tiêu đề "teo cơ nửa mặt" để mô tả hội chứng này vào năm 1871.